# Застава Калифорније
Медвеђа застава (енгл. Bear Flag) је званична застава америчке савезне државе Калифорнија. Претходна верзија заставе била је коришћена током Побуне Медвеђе заставе 1846. године и такође је била звана као Медвеђа застава. Претходник, који је био познат као Застава Усамљене звезде, био је коришћен у независном покрету 1836. године; елемент црвене заставе и даље има у данашњој Медвеђој застави.